# Bitllet de deu mil colones de 1998
El bitllet de deu mil colones de 1998 és part del sistema monetari de Costa Rica i l'emet el Banc Central de Costa Rica a partir d'aquell any. Solament se n'emet la sèrie A, amb diferents dates. Conté a l'anvers el retrat de l'educadora Emma Gamboa Alvarado, "benemèrita de la Pàtria", combinat amb quatre dels volcans de major atracció turística del país: l'Irazú, el Poás, l'Arenal i el Rincón de la Vieja; pel revers té gravada la imatge d'un jaguar i té com a color predominant el blau.
Segons el Banc Central de Costa Rica, la inclusió per primera vegada d'una dona als bitllets de Costa Rica emesos per aquesta entitat és producte d'un reconeixement social de l'aportació de les dones al desenvolupament del país. La primera emissió va ser impresa pel François-Charles Oberthur Group i té una mida de 155 mil·límetres de llarg per 65 mil·límetres d'ample, en paper de cotó.
El disseny del bitllet fou obra de Marco Morales Salazar, estudiant d'arts gràfiques de la Universitat de Costa Rica. El 2010, el tipus de canvi mitjà a Costa Rica era de 500 ₡ per dòlar EUA, per tant el bitllet equivalia aproximadament a 20 $. També a partir de 2010 comença la substitució de tots els bitllets per una nova família amb diferents colors, dissenys i mides, que s'inicia amb la introducció del bitllet de vint mil colones l'agost d'aquell any.

## Detall de les emissions

### Emissió de 1993-1997
Catàleg # 267
Imprès pel François-Charles Oberthur Group.
Sèrie A
- 30 de juny de 1997 (circulat el 1998)
- 20 de març de 2002
- 27 de setembre de 2004
- 14 de setembre de 2005

## Família de bitllets
La nova família de bitllets té sis denominacions: 1.000 ¢, 2.000 ¢, 5.000 ¢, 10.000 ¢, 20.000 ¢ i 50.000 ¢.
Es parla de “família” de bitllets perquè tots tenen els elements col·locats en la mateixa posició. El 2011 solament n'hi havia en circulació les denominacions de 1.000 ¢, 2.000 ¢ i 20.000 ¢. Encara circulaven les velles denominacions de 5.000 ¢ i 10.000 ¢, en què els personatges i les denominacions varien de lloc entre un bitllet i un altre.
Els bitllets són de mides diferents, amb la finalitat d'ajudar les persones invidents i els qui tenen problemes de visió per tal que els puguin distingir millor, segons una instrucció que va donar la Sala Constitucional. Cada bitllet fa referència a un dels sis ecosistemes que hi ha a Costa Rica i tenen impresos a l'anvers diversos "benemèrits de la Pàtria".
L'empresa que fabrica aquests nous bitllets és Oberthur Technologies, les instal·lacions de la qual se situen a Rennes (França).
| 1.000 ₡, sèrie A  | Braulio Carrillo Colina | Vermell  | 125 x 67 mm |
| 2.000 ₡, sèrie A  | Mauro Fernández Acuña   | Blau     | 132 x 67 mm |
| 5.000 ₡, sèrie C  | Xaman                   | Blau cel | 156 x 66 mm |
| 10.000 ₡, sèrie A | Emma Gamboa Alvarado    | Blau     | 156 x 66 mm |
| 20.000 ₡, sèrie A | Carmen Lyra             | Taronja  | 153 x 67 mm |